# Мери Попинз се завръща
 Тази статия е за книгата.  За филма вижте Мери Попинз се завръща (филм).  
„Мери Попинз се завръща“ (на английски: Mary Poppins comes back) е повест, втората книга от поредицатa детски книги „Мери Попинз“ на австралийско-британската писателка Памела Травърз, публикуван през 1935 г.
В България е включена в книгата „Мери Попинз“ на изд. „Отечество“ (1980) и е издадена самостоятелно през 1997 и 2003 г. от изд. „Пан“.

## Сюжет
Внимание:  Текстът по-долу разкрива сюжета на произведението (или части от него)!
Нищо не е наред, откакто Мери Попинз напуска дома на сем. Банкс. Един ден, когато г-жа Банкс изпраща децата в парка, Майкъл пуска хвърчилото си в облаците. Всички са изненадани, когато той го навива и открива, че бавачката Мери Попинз е в края на връвта. Тя отново поема грижите за децата (въпреки че ще остане докато веригата на медальона й се скъса). 
В тази книга Мери Попинз и децата на семейство Банкс се сблъскват с лебеди, който се мислят за гъски, верните си приятели, щастливият четвъртък, децата в приказката, малката градинка и празнуват празника Вси светии (Хелоуин). Джейн и Майкъл срещат страховитата мис Андрю, изживяват чаено парти с главата надолу и посещават небесен цирк. В главата „Новата“ бебе на име Анабел се ражда в сем. Банкс и завършва семейството от пет деца: три дъщери и двама сина. Както в „Мери Попинз“ и тук Мери Попинз си тръгва накрая (чрез омагьосана въртележка, хвърляйки медальона си към децата, докато изчезва), но този път с обратен билет, в случай че трябва да се върне.

## Герои
- Мери Попинз - млада бавачка. Не е бъбрива, доста е сурова, харесва ѝ да се облича елегантно и да се оглежда във витрините. Тя е същинска лейди, „абсолютно съвършена във всяко отношение“.
- Джейн - най-голямото дете на семейство Банкс
- Майкъл - синът на семейство Банкс и брат на Джейн
- Джон и Барбара - близнаците на семейство Банкс
- Г-н Банкс - банкер, който работи в Сити
- Г-жа Банкс - съпругата на г-н Банкс
- Анабел – бебе, най-малкото дете на сем. Банкс
- Бърт - кибритопродавач, приятел на Мери Попинз
- Адмирал Бум - съсед на семейство Банкс, къщата му е досущ като кораб
- Мисис Брил - готвачка на семейство Банкс
- Елън - чистачка на семейство Банкс
- Робъртсън Ай - градинар на семейство Банкс
- Кейти - бивша бавачка на семейство Банкс
- Мис Ларк – съседка на семейство Банкс
- Пазач на парка (Ф. Смит) – пазач на местния парк
- Професорът – възрастен жител на улица „Черешова“
- Полицай Егбърт – местният полицай
- Андрю и Уолоуби – кучетата на мис Ларк
- Артър и Топси Търви – братовчедът на Мери Попинз и неговата съпруга
- Жена с балони – възрастна продавачка на балони
- Коминочистач – работил е за мис Ларк, адмирал Бум и сем. Банкс
- Чичо Доджър  и Нели Рубина – две дървени кукли, имат магазин
- Нелей – мраморна статуя на момче с делфин
- Орион – приятел на Мери Попинз
- Продавач на сладолед
- Кмет – местният кмет
- Британски премиер
- Мис Андрю – властна бивша бавачка на г-н Банкс

## Глави
- Първа глава. Хвърчилото
- Втора глава. Чучулигата на мис Андрю
- Трета глава. Лошата сряда
- Четвърта глава. Топси Търви
- Пета глава. Новата
- Шеста глава. Историята на Робъртсън Ай
- Седма глава. Свободната вечер
- Осма глава. Балони, балони
- Девета глава. Нели-Рубина
- Десета глава. Въртележката

## Адаптации
- „Мери Попинз се завръща“ – игрален филм от 2018 г., продължение на филма от 1964 г. „Мери Попинз“